# 约翰·拜尔勒
约翰·拜尔勒（1954年2月11日—）是一位美国外交官，曾任美国驻俄罗斯大使，其父是二战老兵约瑟夫·拜尔勒。